# Bubú escarlata
El bubú escarlata (Laniarius atrococcineus) és una espècie d'ocell de la família dels malaconòtids (Malaconotidae) que habita zones àrides amb matolls espinosos d'Àfrica Meridional al sud-oest d'Angola, Namíbia, Botswana, sud de Zàmbia i nord de Sud-àfrica.